# 宗教經驗
宗教經驗，或稱靈性經驗、神聖經驗或神秘經驗等，是一種在宗教框架內進行解釋的主觀體驗。 這個概念起源於 19 世紀，作為對西方社會日益增長的理性主義的一種防禦。 威廉·詹姆士普及了這個概念。
許多宗教和神秘傳統將宗教體驗（尤其是伴隨它們而來的知識）視為由神聖力量而非普通自然過程引起的啟示。 它們被認為是與上帝或眾神的真正相遇，或與人類通常不知道的高階現實的真正接觸。
懷疑論者可能認為宗教體驗是人類大腦的進化特徵，適合正常科學研究。 不同文化之間宗教體驗之間的共性和差異使學者能夠對其進行分類以進行學術研究。

## 定義

### 威廉·詹姆斯
心理學家和哲學家威廉·詹姆士在《宗教經驗的種種》（1901/1902）中描述了神秘體驗的四個特徵。 根據詹姆斯的說法，這種經驗有如下特點：
- 短暫性：這種經驗是暫時的；個體很快就會回復至「平常」的心智狀態，這種經驗會感受到脫離正常的時間和空間的知覺。
- 不可言說性（英语：Ineffability）：無法用語言充分表達這種體驗。
- 智性：個體覺得從這次體驗中學到了一些有價值的東西。感覺獲得了通常隱藏在人類理解之外的知識。
- 被動性：這種體驗發生在個人身上，很大程度上沒有意識的控制。 儘管有一些像是冥想這類的活動可使宗教體驗更有可能發生，但依舊不是可任意打開和關閉的。

## 證據及批判
有意見認為，宗教經驗提供了宗教真實性的證據。但有意見認為，在排除造假或欺騙可能後，宗教經驗，可能只是大腦作崇，甚至只是一種個人或集體的幻覺。而疾病被神靈醫治，是一種安慰劑效應的效果及自身免疫系統醫治的結果。而算命或預言的應驗，就利用模糊籠統的語句等語言藝術，利用人類心理及認知的錯覺，製造出預言應驗的效果。此外，也有意見認為，宗教經驗本身是一種宗教妄想。

## 相關術語
- 狂喜：在狂喜狀態下的信徒，被理解成有個靈魂或精神可以離開身體，重點放在靈魂離開身體並體驗到超現實。 這種類型的宗教體驗是薩滿的特點。
- 狂熱：上帝被理解為在信徒之外，但在狂熱或附身的狀態下，神聖的力量、存在或意志會進入並佔據人的身體或心靈。能夠被附身的人有時被稱為靈媒、乩童。 神祇、精神或力量利用這一類人與內在世界交流。 Lewis認為，狂喜和附身基本上是同一種體驗，狂喜只是一種附身可能採取的形式。 這種現象的外在表現是一樣的，因為薩滿巫師似乎就是被精神所附身而作為靈媒，即使他們聲稱控制了這樣的精神，還是可能會失去控制。[3]
- 神秘經驗（英语：Scholarly_approaches_to_mysticism#Mystical_experience）（Mystical Experience），亦稱密契經驗：神秘體驗在很多方面與靈啟體驗（Numinous experience）正好相反。在神秘經驗中，所有的「他者」都會消失，信徒與超越性成為一體。信徒發現，他與宇宙、神性或其他實相並無不同，並與其合而為一。Zaehner已經確定了兩種截然不同的神秘經驗「自然神秘經驗」和「宗教神秘經驗」。[4]自然神秘體驗以舉例方式說明，是一種「深層自我」或與自然合一的體驗。Zaehner認為這種典型的自然神秘主義（natural mysticism）與宗教神秘主義（religious mysticism）相當地不同[4]。因為自然神秘經驗與特定的傳統無關，因此不被認為是宗教經驗，卻是會對個人造成深遠影響的靈性體驗（spiritual experiences）。
- 靈性覺醒（英语：Enlightenment (spiritual)）：通常涉及對現實神聖維度的認識或打開，可能是也可能不是宗教體驗。 靈性覺醒往往會對一個人的生活產生持久的影響。所指的可能是任一種包括重生、瀕死體驗，以及解脫和菩提之類的神秘體驗。

## 原因
傳統提供了多種宗教實踐來誘導宗教經驗
- 擴展練習，通常在一個大的社區圈子中進行，用於各種部落和新異教宗教。
- 祈禱[5]
- 音樂[6]
- 舞蹈，如蘇菲旋轉（Sufi whirling）[7]
- 冥想：冥想練習用於平靜心靈，並達到某些意識狀態，如無條件出神（或稱無分別三摩地，nirvikalpa samādhi）。 冥想可以專注於呼吸、概念、曼陀羅圖（Yantra）和曼怛羅。
- 對（自我的）表徵/認知基模提問或調查，如參究真我、話頭禪和道格拉斯·哈丁的《無頭之路》（On Having No Head）。

宗教經歷也可能由使用宗教致幻劑引起，例如：
- 死藤水 (DMT)[8]
- 預言者鼠尾草 (salvinorin A)
- 烏羽玉（仙人掌毒鹼）[8]
- 迷幻蘑菇 (裸蓋菇素)[9]
- 毒蠅傘 (蠅蕈素)[10]
- 大麻
- LSD
- 搖頭丸[11]
- 蘇摩
- K他命

宗教經歷可能具有神經生理學基礎，屬於宗教神經科學和宗教認知科學的研究領域，包括瀕死經驗。原因可能有
- 顳葉癲癇症（英语：Temporal lobe epilepsy），[13]如賈許溫德症候群所述。
- 中風[14]
- 嚴重抑鬱症 [15]或思覺失調症

## 宗教經驗例子
| - 得救見證 - 前世回溯 - 前世記憶 - 瀕死經驗 - 靈魂出竅 - 顯靈 - 信仰治療 - 祈禱治療 - 福音戒毒 - 福音戒癮 - 福音戒賭 - 神打 | - 養小鬼 - 碟仙 - 銀仙 - 降頭 - 茅山術 - 巫術 - 邪术 - 念力 - 通靈 - 預言應驗 - 算命應驗 |